# 莫里斯敦 (紐約州)
莫里斯敦（英語：Morristown）是一個位於美國紐約州聖羅倫斯縣的鎮。

## 人口
根據2020年美國人口普查的數據，莫里斯敦的面積為153.90平方千米，當中陸地面積為118.80平方千米，而水域面積為35.10平方千米。當地共有人口2082人，而人口密度為每平方千米14人。